# Papier

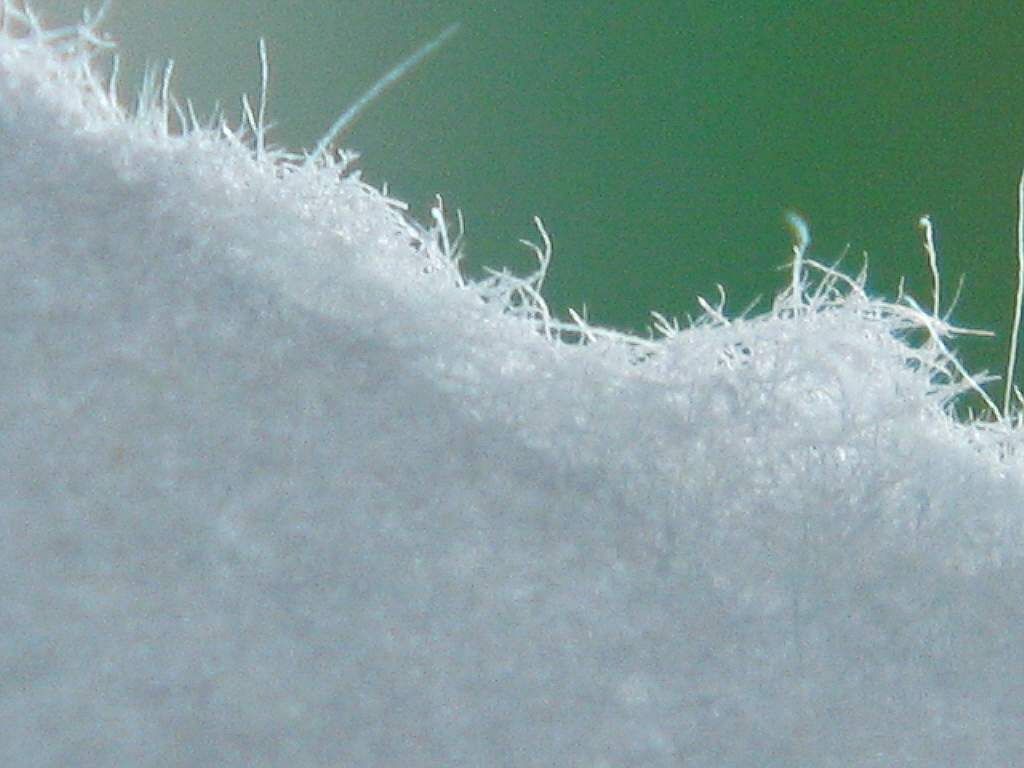
Włókna papieru

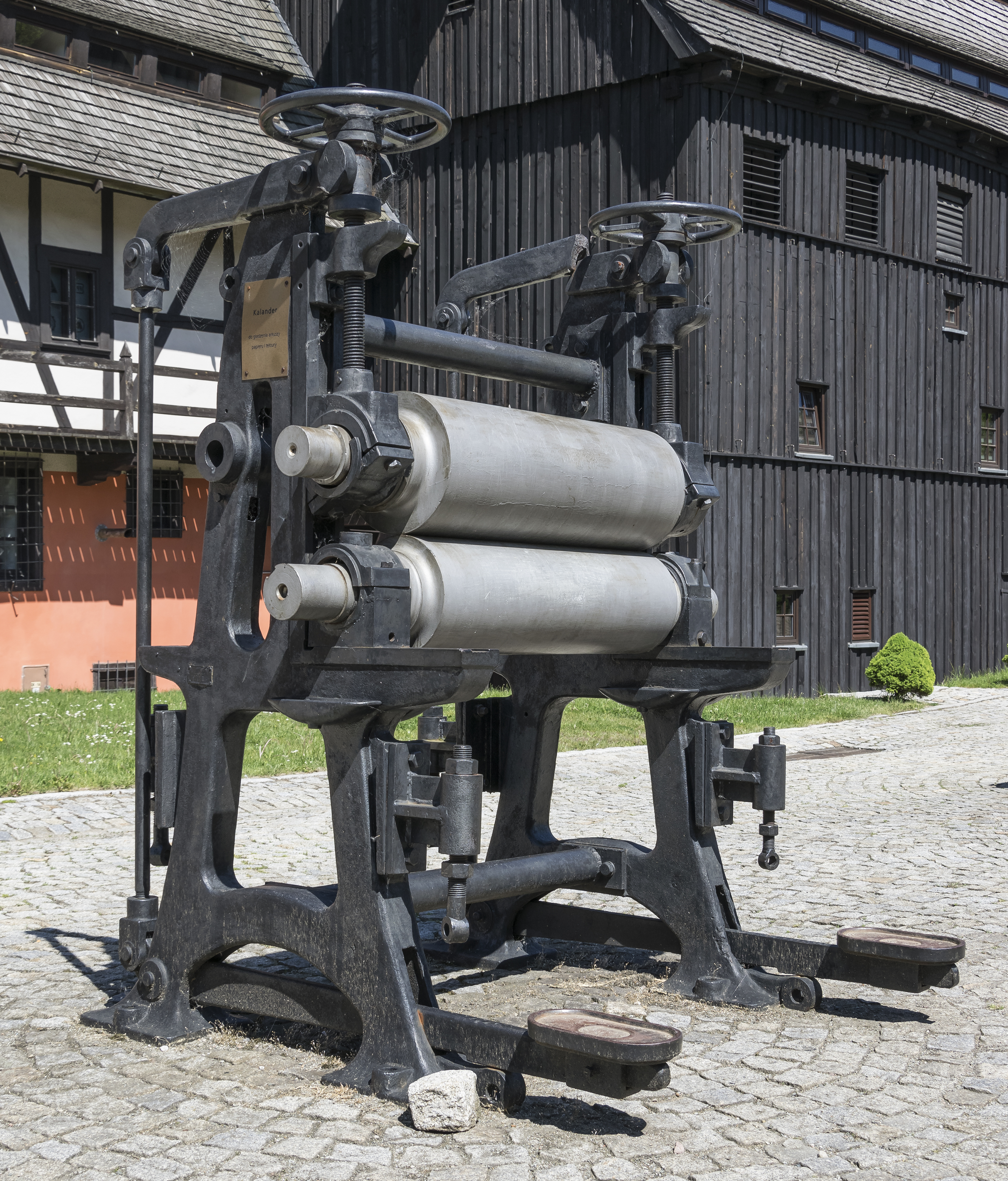
XVII-wieczny kalander papierniczy, przeznaczony do gładzenia wysuszonego już papieru czerpanego – Muzeum Papiernictwa w Dusznikach-Zdroju

Papier (z gr. πάπυρος (pápyros), łac. carta papirea) – spilśniona na sicie masa włóknista pochodzenia organicznego o gramaturze od 28 do 200 g/m². Wytwarzany poprzez ułożenie na sicie włókien. Papier jest wytwarzany w formie arkuszy lub wstęgi nawijanej w zwoje. Po uformowaniu masy na sicie jest odwadniany, prasowany, suszony i gładzony w podzielonych etapach ciągłego procesu wytwarzania.
Używane są zwykle włókna organiczne: z celulozy, włókno ścieru drzewnego – otrzymywane poprzez starcie i zmielenie bali sosnowych (tzw. papierówki) w procesie rozwłókniania mechanicznego. Czasem stosowany jest proces rozwłókniania chemicznego i mają zastosowanie inne włókna roślinne (słoma, trzcina, bawełna, len, konopie, bambus). Zastosowanie ma też makulatura uprzednio poddana procesowi dyspersji.
Oprócz włókien organicznych w skład papieru wchodzą substancje niewłókniste – wypełniacze organiczne: np. skrobia ziemniaczana i wypełniacze nieorganiczne – mineralne: kaolin, talk, gips, kreda oraz niekiedy substancje chemiczne typu hydrosulfit oraz barwniki. Wypełniacze poprawiają właściwości papieru (gładkość, samozerwalność, nieprzezroczystość, białość, odcień).
Rodzaj włókien, wypełniaczy oraz proporcje ich użycia określa receptura papieru, zależna od rodzaju i przeznaczenia papieru.

## Historia papieru na świecie

Wytwarzanie papieru czerpanego obrazowane przez stare chińskie ryciny

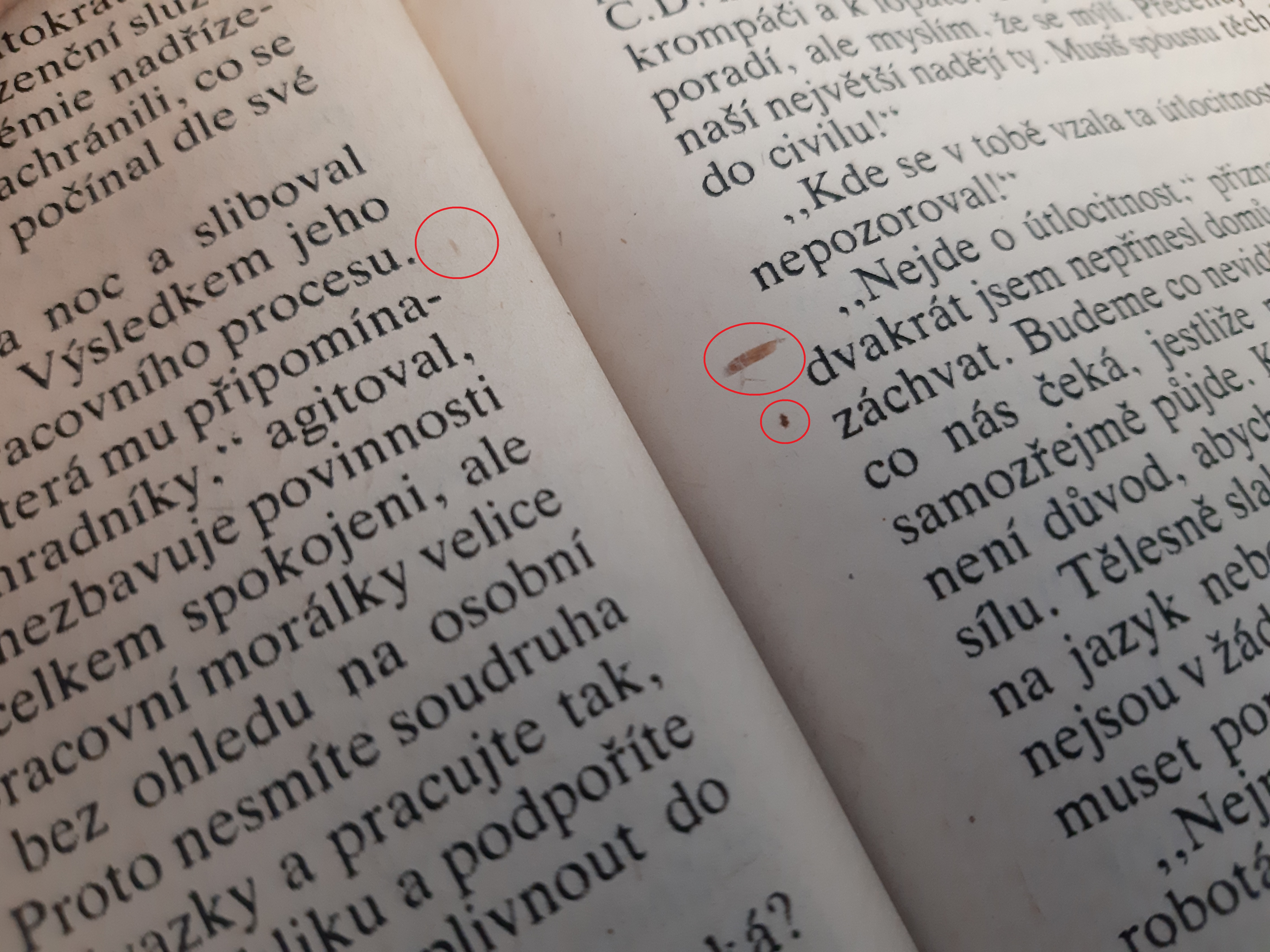
Papier niższej jakości (użyty do druku książki w 1991 roku) z widocznymi kawałkami drewna

Papier (według chińskich kronik) został wynaleziony w Chinach przez kancelistę na dworze cesarza He Di z dynastii Han, eunucha Cai Lun, około 105 r. n.e. Kancelista eksperymentował z korą drzew, jedwabiem, a nawet sieciami rybackimi, aż trafił na właściwą metodę (papier czerpany) z użyciem szmat jedwabnych i lnianych. Cesarz He Di w uznaniu doniosłości wynalazku podniósł go do godności ministra rolnictwa.
Wyniki badań archeologicznych pokazują jednak, że papier był już znany wcześniej, co najmniej w 8 roku p.n.e. Z tego roku pochodzi skrawek papieru z 20 chińskimi znakami odnaleziony w Nefrytowej Bramie, granicznej strażnicy jedwabnego szlaku. Być może papier jest jeszcze starszy, jego niezapisane skrawki były znajdowane w stanowiskach pochodzących prawdopodobnie z II wieku p.n.e., jednak to datowanie jest niepewne. Prawdopodobnie zatem Cai Lun wynalazł tylko metodę masowej produkcji papieru.
Po bitwie nad rzeką Tałas w 751 r. Arabowie wzięli do niewoli chińskich papierników, dzięki którym papier upowszechnił się na ziemiach arabskich. Arabowie do produkcji papieru używali skrobi, która dobrze spełniała swoje zadanie w gorącym i suchym klimacie, ale nie nadawała się do bardziej umiarkowanych regionów. Wytwarzanie trwało dość długo, gdyż włókna były oddzielane ręcznie.
Początkowo w Europie używano papieru wyprodukowanego przez Arabów, którzy mieli papiernie m.in. w Hiszpanii i na Sycylii. Za najstarsze papierowe rękopisy, powstałe na kontynencie europejskim, uchodzą Breviarium i Missale mozarabicum, przepisane przed 1036 rokiem, w klasztorze Santo Domingo de Silos w pobliżu Burgos.
W kręgu kultury łacińskiej pierwsze papiernie zostały założone w XII i XIII wieku: w Hiszpanii (przed 1150 r.), a następnie we Włoszech (przed 1230 r.). Od XIII wieku produkcja papieru zaczęła rozpowszechniać się w innych krajach europejskich.
Najstarszą i najbardziej znaną jest, założona w 1268 roku, papiernia w Fabriano. W procesie produkcji papieru wprowadzono tam trzy innowacje:
- włókna tkanin były rozdzielane za pomocą specjalnej maszyny (pila a magli multipli), co przyczyniło się do zwiększenia produkcji i poprawy jakości gotowego wyrobu,
- użyto żelatyny zwierzęcej jako środka spajającego włókna,
- wprowadzono znak wodny, który umożliwiał identyfikację papierni i stanowił gwarancję jakości.

Wprowadzone innowacje oraz migracje papierników przyczyniły się do rozpowszechnienia zarówno samego papieru z Fabriano, jak i sposobu jego produkcji w Europie zaalpejskiej.
Proces produkcji papieru uległ przyspieszeniu po wprowadzeniu około 1670 roku nowej maszyny tzw. „Holendra”. Maszyna umożliwiała mielenie surowca do postaci pulpy za pomocą noży umieszczonych w kadzi (nożowisko denne i walec mielący).
Od początku XIX w. poszukiwano alternatywnych surowców do produkcji papieru. Po wielu eksperymentach najbardziej odpowiednim i prostym w produkcji okazał się ścier drzewny i celuloza. Zastosowane po raz pierwszy przez Friedricha Gottloba Kellera w 1845 r. W 1867 r. Heinrich Voelter i Johann Matthäus Voith przedstawili na wystawie w Paryżu urządzenie do produkcji papieru maszynowego z celulozy. Od tego czasu produkcja papieru stała się masowa.

## Początki rozwoju papiernictwa w Polsce i rozwój drukarstwa

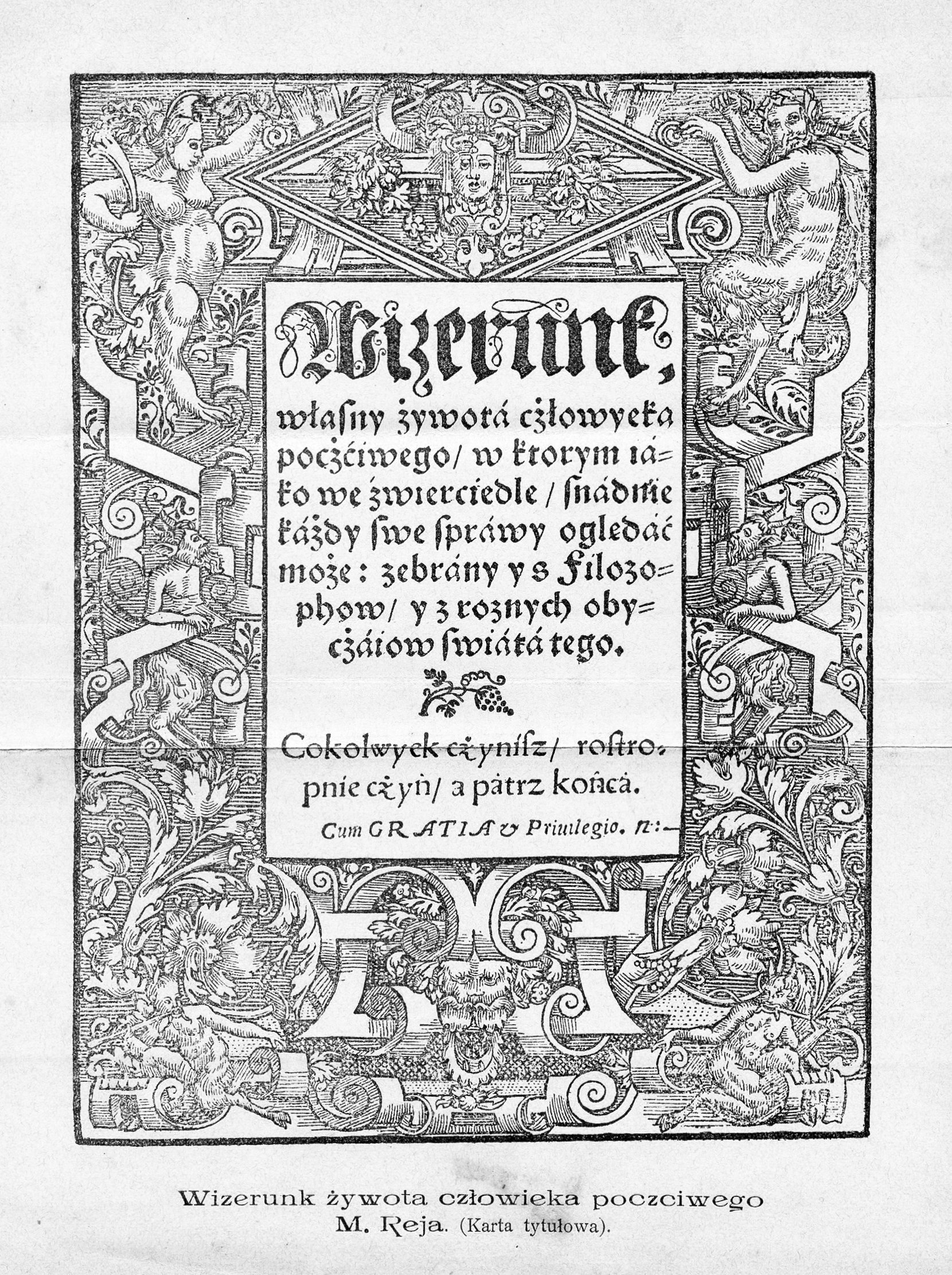
Papier wytwarzany w Polsce stawał się nośnikiem informacji w języku polskim – Strona tytułowa dzieła Mikołaja Reja z 1567 roku

- Pierwsza w Polsce papiernia powstała pod Krakowem (w Prądniku Czerwonym) w roku 1491. Od 1510 roku jej właścicielem był drukarz i przedsiębiorca Jan Haller.
- Zasługą Hallera jest pierwszy druk „Bogurodzicy” w 1506 roku (w dokumencie państwowym Statut Łaskiego). Haller jest też wydawcą w 1508 roku pierwszej polskiej książki „ Historia umęczenia pana naszego – Jezusa” oraz bestselleru na skalę europejską – „Marcina Miechowity traktat o obojgu Sarmacjach”.
- W roku 1546 król Polski Zygmunt I Stary wydał pierwszy zbiór przepisów dotyczących produkcji papieru (Postanowienia rzemiosła papierniczego)[2].
- Już na początku XVII w. w Polsce działało ponad 40 papierni. Wytwarzano w nich papier ze szmat lnianych i włókien roślinnych.
- Do najstarszych polskich papierni należały młyny w Toruniu, Wrocławiu, Świdnicy, Nysie, Raciborzu. Później powstały kolejne w okolicy Poznania, Wilna, Lublina, Warszawy i Krakowa. Najstarszą polską papiernią działającą do niedawna jest założona w 1774 r. papiernia w Jeziornie koło Warszawy.
- Produkcja papieru w Polsce, jako powszechnego nośnika informacji, istotnie wpłynęła na rozwój piśmiennictwa i literatury w języku polskim.
- Przed 1562 r. powstał młyn papierniczy w leżących na Śląsku Dusznikach. W historycznym młynie papierniczym od 1968 r. prowadzi działalność Muzeum Papiernictwa.

## Wytwarzanie papieru

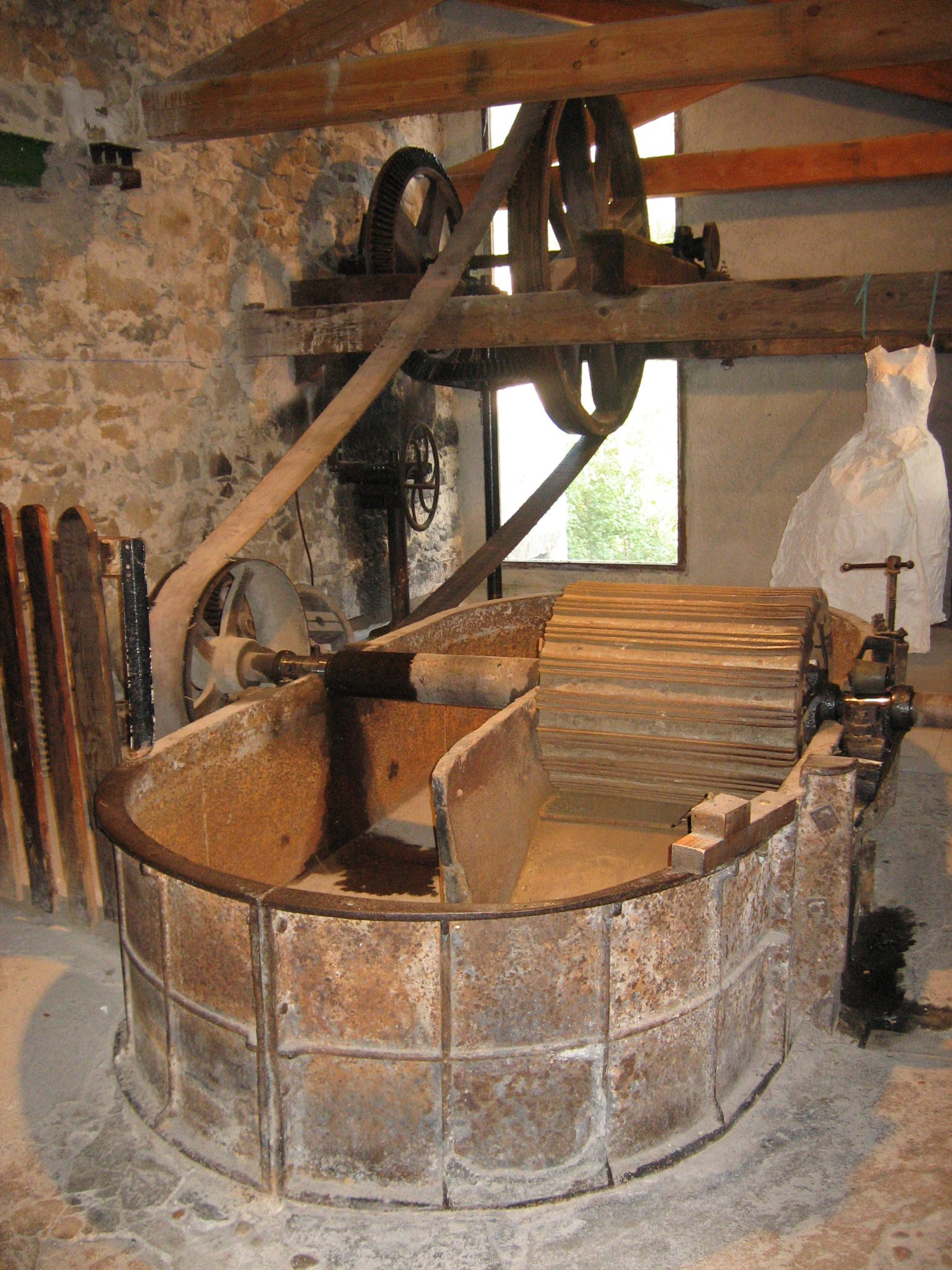
Narzędzia i stare urządzenie- holender służące do mielenia na masy włókniste do produkcji papieru czerpanego

### Współczesna produkcja papieru (bezdrzewnego)
1. Surowiec włóknisty (masa pierwotna lub wtórna – makulaturowa) jest rozczyniany w urządzeniach zwanych hydropulperami.
2. W zależności od potrzeb, masa włóknista jest poddawana operacjom oczyszczania i sortowania w celu oddzielenia zanieczyszczeń ciężkich (np. piasek) i lekkich (drzazgi, pęczki, folie, styropian itp).
3. Celulozowa zawiesina włóknista jest przepompowywana przez młyny, gdzie jest poddawana procesowi mielenia po którym uzyskuje tzw. zdolność papierotwórczą.
4. W zależności od wytwarzanego asortymentu, do masy włóknistej dodaje się dodatki masowe: wypełniacze, kleje i inne środki wspomagające.
5. Tak przygotowana masa papiernicza kierowana jest do maszyny papierniczej, w której poprzez wlew podawana jest na sito formera, gdzie następuje uformowanie wstęgi poprzez usunięcie wody przez listwy i skrzynki odwadniające oraz skrzynki ssące od spodniej strony sita. Po sekcji formującej, wstęga papieru posiada wilgotność rzędu 77–85%.
6. Mokra wstęga papieru jest przenoszona na szerokich filcach przez prasy (grupy podwójnych stykających się wałów granitowych lub innych) gdzie pod ich naciskiem następuje dalsze usuwanie wody do wilgotności ok. 50–65%.
7. W zależności od rodzaju wytwarzanego papieru, może odbywać się proces powierzchniowego zaklejania, lub powlekania papieru.
8. Ostatnim etapem wytwarzania papieru w maszynie papierniczej jest suszenie. Wstęga papieru przechodzi przez grupy ogrzewanych parą gorących cylindrów, gdzie papier uzyskuje docelową wilgotność na poziomie 7,5–8%.
9. Papier jest nawijany na duże role (tambory), z których każdy może ważyć pojedynczo nawet kilkadziesiąt ton (co jest zależne od szerokości MP[3]).
10. Na przewijarko-krajarkach, za pomocą obracających się noży pierścieniowych i tarczowych następuje cięcie wstęgi papieru na mniejsze role (podczas przewijania wstęgi z tambora).
11. Gotowe role papieru są ważone, pakowane i etykietowane.

### Opis współczesnej linii produkcyjnej papieru

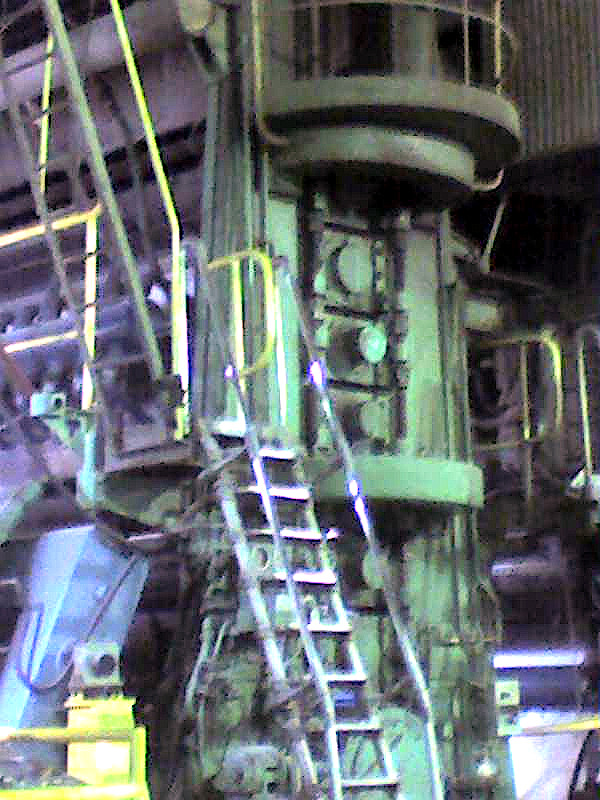
Kalander Voitha z 1957 roku, przeznaczony do gładzenia już wysuszonej wstęgi papieru (o szerokości 5,5 metra), przed jej nawinięciem. W papierni „Skolwin” działał do 2005 roku i składał się z ośmiu pionowo ustawionych wałów, z których największy dolny ważył 22 tony.

Maszyny papiernicze MP mogą się znacznie różnić rozmiarami i prędkościami z jakimi wytwarzają papier, co jest zależne od rodzaju wytwarzanego papieru.
Dla przykładu – specjalny papier do filtrów (różnego przeznaczenia) może być wytwarzany na maszynie o szerokości 1 m z prędkością mniejszą jak 5 km/h, podczas gdy papier gazetowy może wytwarzać maszyna o szerokości 10 m, z prędkością 100 km/h.
- Centrala masowa MP[3] przygotowuje masy w kadziach w zależności od określonych receptur papieru.
- Masy są łączone w jednej kadzi maszynowej w, tzn. masę papierniczą, po czym poprzez systemy oczyszczania masy są pompowane do wlewu.
- Z wlewu masa papiernicza jest wylewana (z określoną prędkością) na sito, obracające się po stole sitowym, gdzie następuje spilśnianie i odwadnianie masy papierniczej.
- Poprzez system filców i ciężkich pras (np. granitowych) jest dalej odwadniany, i przechodzi do grup (nagrzanych parą wodna) cylindrów i wałków suszących.
- Po uzyskaniu właściwej wilgotności (7,5–8,0%) jest wygładzany za pomocą systemu ciężkich wałów zwanych kalandrem (przy papierach gładkich).
- Następnie jest nawijany w tambory, przewijany i krojony na role o szerokościach określonych przez odbiorców (np. drukarnie, hurtownie i innych przetwórców).
- Role są ważone, pakowane, etykietowane i składane w magazynie papieru.

## Papiernie w Polsce
- Świecie
- Kwidzyn
- Grudziądz
- Kostrzyn nad Odrą
- Myszków
- Olecko
- Ostrołęka
- Jeziorna (Konstancin-Jeziorna) – Warszawskie Zakłady Papiernicze (nie pracuje od 1999 r.)
- Dąbrowica k. Jeleniej Góry
- Głuchołazy
- Witnica
- Krapkowice
- Żywiec – Żywieckie Zakłady Papiernicze „Solali” (od 2017 r. w likwidacji)
- Orchówek k/Włodawy
- Klucze k. Olkusza Velvet Care.
- Piechowice k. Jeleniej Góry
- Eko Papier Sp. Zo.o. – Żory

## Papier – klasyfikacja handlowa
1. WF – papier bezdrzewny, podłoże bezdrzewne (wood-free paper)
2. papier gazetowy standardowy (standard newsprint)
3. papier gazetowy ulepszony (improved newsprint)
4. S.C. B, S.C. A, S.C. A+ – papiery superkalandrowane, niepowlekane, na bazie ścieru drzewnego (super calandered, uncoated, mechanical paper)
5. MF – papier maszynowo wykańczany, niepowlekany (machine finished, mechanical uncoated paper)
6. LWU – papier niskogramaturowy niepowlekany (light weight uncoated paper)
7. MFC – papier maszynowo wykańczany (machine finished coated)
8. FCO – papier powlekany cienką warstewką mieszanki powlekającej (film coated paper)
9. LWC – papier niskogramaturowy powlekany (light weight coated)
10. ULWC – papier LWC o niskiej gramaturze (ultra light weight coated)
11. MWC – papier średniogramaturowy powlekany (medium weight coated)
12. HWC – papier wysokogramaturowy powlekany (high weight coated)

## Wyroby papierowe
Wyroby papierowe obejmują wytwory papierowe i przetwory papierowe (zwane też przetworami papierniczymi).
- Wytwory papierowe mają postać wstęgi lub arkusza i powstają z włókien roślinnych, czasem z udziałem włókien mineralnych, syntetycznych lub zwierzęcych, często z dodatkiem wypełniaczy, barwników, środków zaklejających i innych.
- Przetwory papiernicze to wytwory papierowe poddane dalszej obróbce chemicznej, np. powlekanie, lub mechanicznej, np. wykrawanie, przetłaczanie, sklejanie, zszywanie itp.[4]

## Polski podział zwyczajowy
W Polsce wytwory papierowe dzieli się zwyczajowo:
- bibułka – do 28 g/m²
- papier – 28–160 g/m²
- karton – 160–315 g/m²
- tektura – powyżej 315 g/m²
- bibuła – 65–250 g/m², tylko w odniesieniu do materiałów o dużej chłonności

W Polsce dzieli się też wytwory papierowe na papier i tekturę:
- według nieaktualnej Polskiej Normy PN-P-50007:1987 wytwór papierowy jest papierem do 250 g/m², powyżej – jest tekturą,
- według Polskiej Normy (nieodwołanej) PN-P-50000:1992 wytwór papierowy jest papierem do 225 g/m², powyżej – jest tekturą,
- według normy unijnej ISO 4046-1-4:2002 wytwór papierowy jest papierem, gdy jest niskogramaturowy, wysokogramaturowy – jest tekturą[4],

## Właściwości papieru

### Właściwości strukturalno-wymiarowe
- gramatura
- grubość
- wolumen
- wymiary
- prostokątność arkusza
- stabilność wymiarowa
- gładkość
- przeźrocze
- spoistość powierzchni
- zanieczyszczenie powierzchni (cętki)
- dwustronność
- anizotropia
- gęstość
- porowatość
- pulchność
- masa jednostkowa

### Właściwości wytrzymałościowe
- samozerwalność
- rozciągliwość
- odporność na przedarcie
- odporność na naderwanie
- odporność na zginanie
- odporność na łamanie
- twardość
- ściśliwość
- sztywność
- miękkość
- odporność na rozwarstwianie

### Właściwości optyczne
- białość
- barwa
- połysk
- nieprzezroczystość

### Właściwości hydrofobowe i hydrofilne
- wilgotność bezwzględna papieru
- wilgotność względna papieru
- stopień zaklejania
- chłonność powierzchniowa papieru
- skłonność do falowania
- wodotrwałość
- wodoodporność

### Właściwości chemiczne
- odczyn wyciągu wodnego lub pH powierzchni
- zawartość popiołu

### Właściwości specjalne
- odporność na starzenie
- skłonność do pylenia
- skłonność do elektryzowania się
- trwałość
- przyjmowanie farby drukarskiej
- drukowność
- zadrukowalność[5].

## Rodzaje papieru

### Podział papieru jako nośnika informacji
| - papier afiszowy - papier biblijny - papier biurowy - papier do maszyn do pisania - papier do pisania zwykły - papier dziełowy - papier drukowy zwykły - papier fotograficzny - papier gazetowy | - papier ilustracyjny - papier kalkujący - papier kopertowy - papier kwitariuszowy - papier książkowy - papier litograficzny - papier lotniczy - papier mapowy | - papier offsetowy - papier okładkowy zwykły - papier ozdobny - papier pergaminowy - papier piórkowy - papier powielaczowy rotaprintowy - papier powielaczowy zwykły - papier przebitkowy - papier samokopiujący | - papier samoprzylepny - papier wartościowy - papier wklęsłodrukowy - papier zapałczany - papier zeszytowy - pelur - kalka techniczna - papier kredowy |

### Rodzaje papierów drukowych (poligrafia)

Formaty arkusza papieru

- papier metalizowany
- papier Chromolux
- papier LWC
- papier ULWC
- papier MWC
- papier HWC
- papier objętościowy
- papier samoprzylepny
- papier samokopiujący
- papier ozdobny
- papier barwiony
- papier SC
- papier SC-A
- papier SC-BFormaty arkusza papieru

### Podział papieru ze względu na jego strukturę
- bibuła
- bibułka
- brystol (bristol)
- celofan
- karton (tektura)
- papier bezdrzewny
- papier czerpany
- papiery ekologiczne
- papier kalibrowany
- papier drzewny
- papier kredowy
- papier powlekany
- papier syntetyczny
- preszpan

### Specjalistyczne wyroby papierowe
- papier japoński
- papierek lakmusowy
- papier milimetrowy
- papier papierosowy
- papier do pieczenia
- papier rysunkowy
- papier ścierny
- papier termiczny
- papier toaletowy